# Ølmäafossen
L'Ølmåafossen ou Ølmåfossen est une chute d'eau de Norvège, la septième plus haute cascade de Norvège et d'Europe sur la base de la hauteur de chute totale, et la deuxième plus haute sur la base de chute simple. Elle est aussi classée dans le top 10 du monde en termes de chute simple. Son nom signifie en norvégien Cascade de l'Ølmåa.

## Caractéristiques
L'Ølmåafossen est constitué d'un saut unique mesurant autour de 720 m. Alimentée par un petit glacier et quelques lacs mineurs, la cascade a un débit d'eau relativement faible, mais reçoit un afflux d'eau régulier toute l'année, et notamment au cours de l'été. Il coule dans la Rauma par la gauche.

## Localisation
L'Ølmåafossen est situé près de Marstein à Romsdalen dans la municipalité de Rauma à Møre og Romsdal en Norvège, juste à l'ouest du Mongefossen, une autre grande chute d'eau de la vallée. Ces 2 chutes peuvent être confondues entre elles, cependant le Mongefossen s'avère maintenant souvent à sec.
Elle est alimentée par l'Ølmåa et fait partie du système hydrologique du bassin de la Rauma.